# Cangas del Narcea
Cangas del Narcea – gmina w Hiszpanii, w prowincji Asturia, w Asturii, o powierzchni 823,57 km². W 2011 roku gmina liczyła 14 077 mieszkańców.